# Embajador de Costa Rica
En Costa Rica, la carrera diplomática se rige por el Estatuto del Servicio Exterior de la República, ley aprobada en 1965.
De conformidad con esa ley, en el servicio exterior costarricense existen siete categorías, la primera y más alta de las cuales es la de embajador. La misma ley permite, por especiales razones de conveniencia nacional, por inopia o por otras razones de emergencia, el nombramiento de embajadores u otros funcionarios diplomáticos en comisión, es decir, sin que pertenezcan a la carrera diplomática. Además, existe la distinción de Embajador Emérito, que se concede a embajadores de carrera de larga trayectoria, cuyos servicios hayan sido especialmente valiosos y distinguidos.
La Constitución Política de Costa Rica establece en su artículo 147 que los representantes diplomáticos de la República, es decir, los embajadores jefes de misión y encargados de negocios con cartas de gabinete, son nombrados por el Consejo de Gobierno.

## Embajadores de carrera
Los funcionarios a los que se ha concedido la distinción de Embajador Emérito han sido José Luis Cardona Cooper (1990), Emilia Castro Silva de Barish (1996) y, a título póstumo, Manuel María de Peralta y Alfaro (1997).
Los demás Embajadores de carrera costarricenses han sido: Jorge Matamoros Loría, José Pablo Quirós Quirós, Humberto Nigro Borbón, Mirtha Virginia Chacón Cantón, Raúl Trejos Flores, Alvar Antillón Salazar, Francis Víquez Carazo, Rodolfo J. Pinto Echeverría, Fernando José Guardia Alvarado, Miguel Yamuni Tabush, Ana Mercedes Ramos López, Tomás Enrique Soley Soler, Manuel Antonio Hernández Gutiérrez, Victoria Guardia Alvarado, Luis Enrique Guardia Mora, Luz Argentina Calderón Guardia, Emilia María Álvarez Navarro, José de Jesús Conejo Amador, Edgar Ugalde Álvarez, José Joaquín Chaverri Sievert, Rodrigo Xavier Carreras Jiménez, Javier Sancho Bonilla, José Antonio Picado Ramírez, María Elena Chassoul Monge, Jesús Manuel Fernández Morales, Jorge Rhenán Segura Carmona, Javier Guerra Laspiur, Isabel Montero de la Cámara, Jorge Francisco Sáenz Carbonell, Melvin Sáenz Biolley, Nazareth Avendaño Solano, Sara Faingezicht Weisleder, Edgar García Miranda, Nena Díaz Ortega, Fernando Borbón Arias, Marco Vinicio Vargas Pereira, Marta Eugenia Núñez Madriz, Rita Hernández Bolaños,  Víctor Manuel Monge Chacón, Manuel Antonio Barrantes Rodríguez e Istvan Alfaro Solano.
Ocupan cargos de dirección en el Ministerio de Relaciones Exteriores y Culto, los siguientes embajadores de Carrera: embajador Jorge Francisco Sáenz Carbonell, director del Instituto del Servicio Exterior; embajador Istvan Alfaro Solano, director general de Servicio Exterior; embajador Marco Vinicio Vargas Pereira, director de General de Protocolo y Ceremonial del Estado; embajadora Rita Hernández Bolaños, directora adjunta del Instituto Diplomático.
El embajador de Carrera Víctor Manuel Monge Chacón, después de cumplir funciones en el cargo de director general de Cancillería, pasó a ocupar el cargo de embajador extraordinario y plenipotenciario de Costa Rica ante el Gobierno de la República Federativa del Brasil y el embajador Manuel Barrantes Rodríguez pasó a ocupar el cargo de Embajador ante el Reino de Noruega luego de desempeñarse como Director de Culto. De igual forma el embajador José Joaquín Chaverri Sievert pasó a ocupar el cargo de Embajador Extraordinario y Plenipotenciario ante el Gobierno de Alemania una vez dejado su cargo como Director del Instituto del Servicio Exterior. 
El Embajador Édgar Ugalde Álvarez, luego de ejercer el cargo de Viceministro de Relaciones Exteriores, pasó a ocupar el cargo de Representante Permanente de Costa Rica ante la Organización de Estados Americanos. La embajadora Rita Hernández Bolaños pasó a ocupar la Dirección Adjunta del Instituto del Servicio Exterior luego de fungir como embajadora alterna ante la OEA, Nazareth Avendaño Solano paso a ocupar el cargo de embajadora ante la República Bolivariana de Venezuela, el embajador Édgar García Miranda paso a ocupar el cargo de embajador ante el Gobierno de Trinidad y Tobago luego de tener a su cargo la Dirección General del Servicio Exterior. El Embajador Fernando Borbón Arias pasó a ocupar el cargo de Embajador en Guatemala y el embajador Melvin Sáenz Biolley paso a ocupar el cargo de Embajador en Perú. La Embajadora Isabel Montero de la Cámara paso a ocupar el cargo de embajadora ente la Confederación Suiza. El embajador Javier Sancho Bonilla paso a ocupar el cargo de embajador ante el Gobierno de Nicaragua luego de desempeñarse como director general de Protocolo y Ceremonial del Estado; Mario Acón Chea fungió como último embajador en la República de China (Taiwán)
En el año 2014 el embajador Víctor Manuel Monge Chacón, cumplió satisfactoriamente y con éxito su gestión diplomática en Brasil pasando a ocupar el cargo de director general de Protocolo y Ceremonial de Estado con sede en el Ministerio de Relaciones Exteriores y Culto en San José, Costa Rica.
En el año 2015 el embajador José Joaquín Chaverri después de cumplir una brillante función en Alemania paso a ocupar el cargo de Asesor Especial en la sede del Ministerio de Relaciones Exteriores y Culto.
En el año 2016 el embajador Javier Sancho Bonilla terminó su gestión diplomática en Nicaragua, regresando a la Sede Central, jubilandose después de 40 años de servicio.
En el año 2017 el embajador Rodrigo Carreras Jiménez después de cumplir los cargos de Embajador en Israel y Cuba regresa al país y continua ejerciendo la docencia en la Universidad Nacional de Costa Rica.